# Гейнкенсзанд
Гейнкенсзанд (нід. Heinkenszand) — село в нідерландській провінції Зеландія. Входить до муніципалітету Борселе.
Його площа — 12,19 км², а населення станом на 2021 рік становило 5510 осіб.
Перша згадка про населений пункт датується 1351 роком.
До 1970 року мало статус окремого муніципалітету.

## Галерея

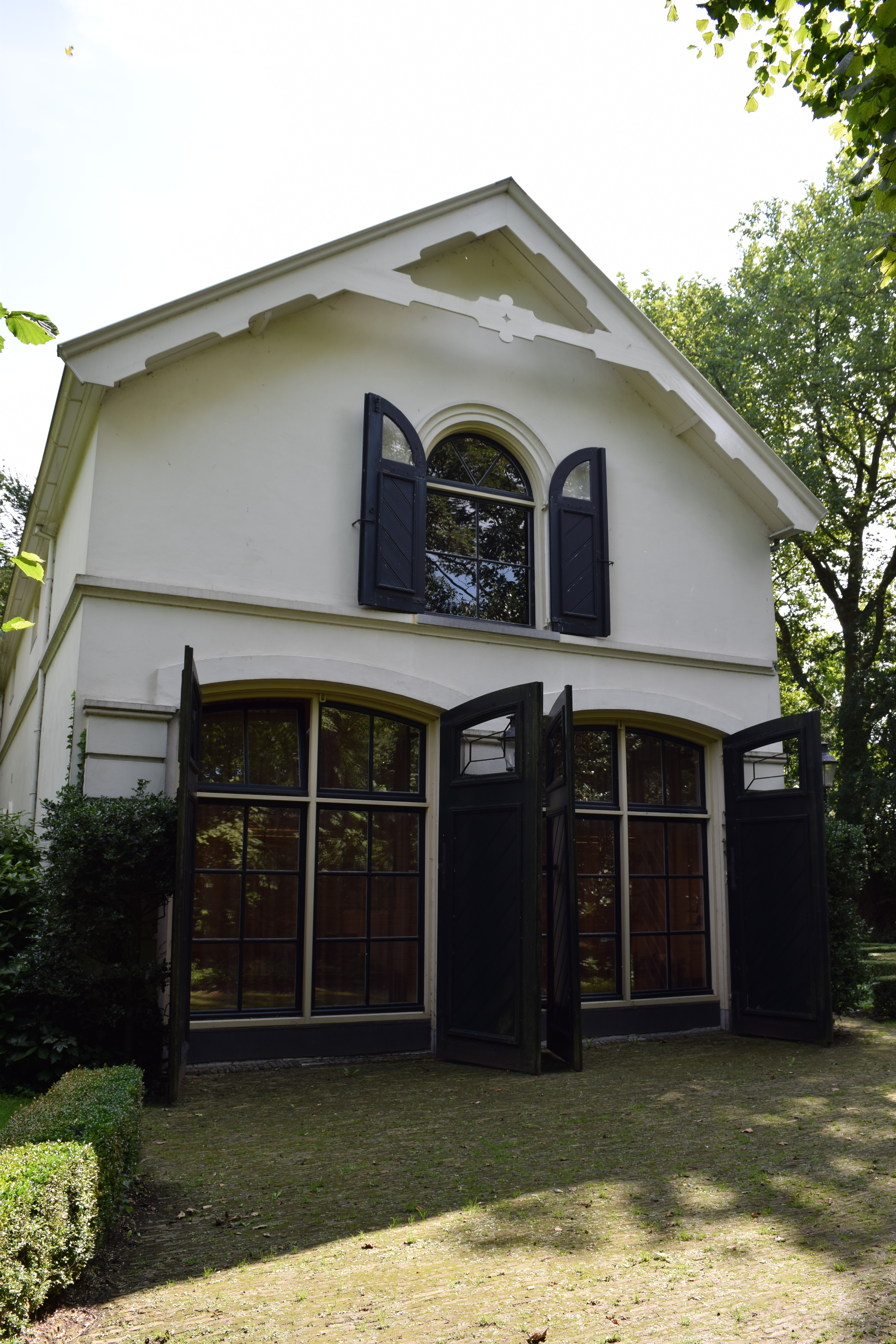
Возівня в селі
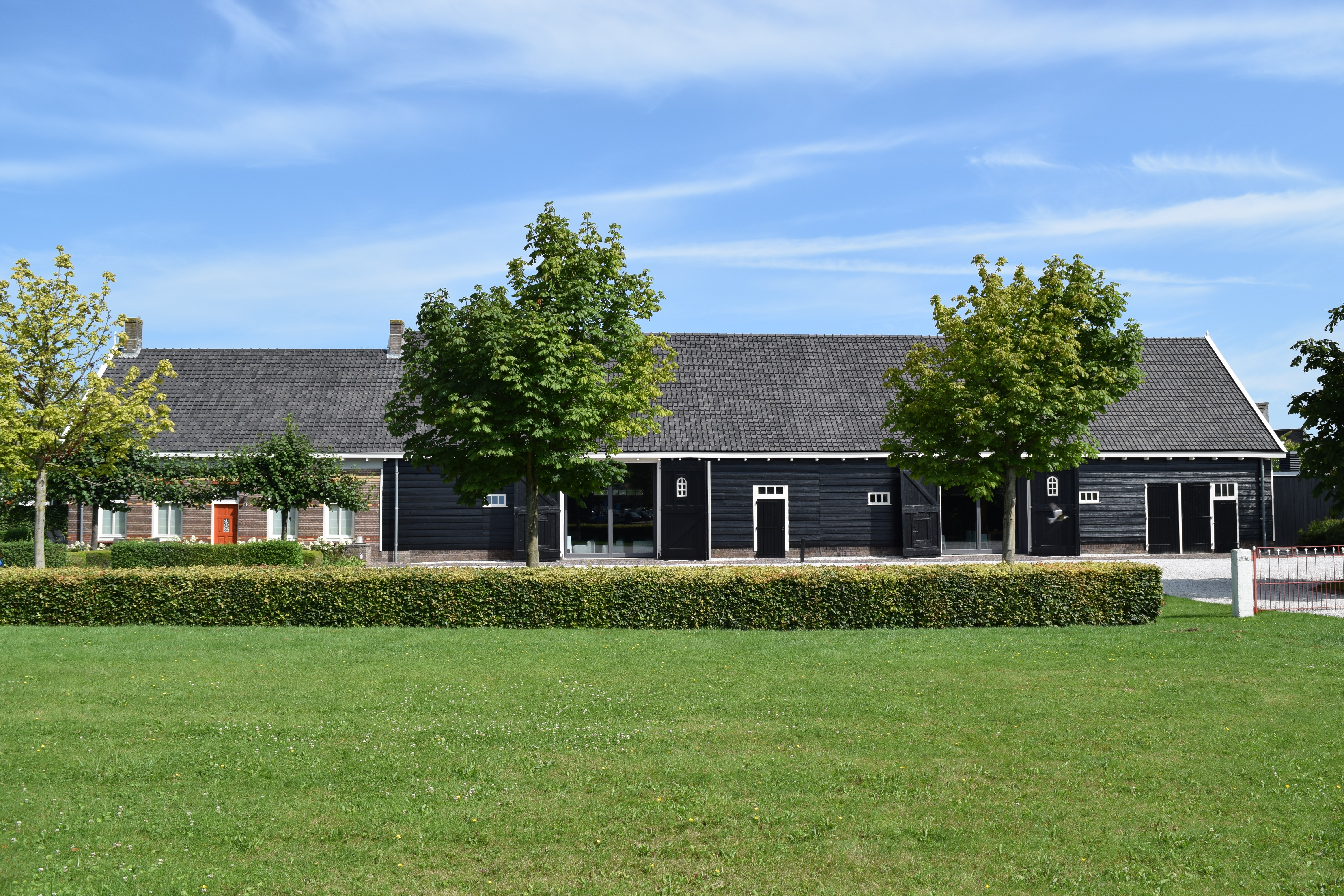
Ферма в Гейнкенсзанді
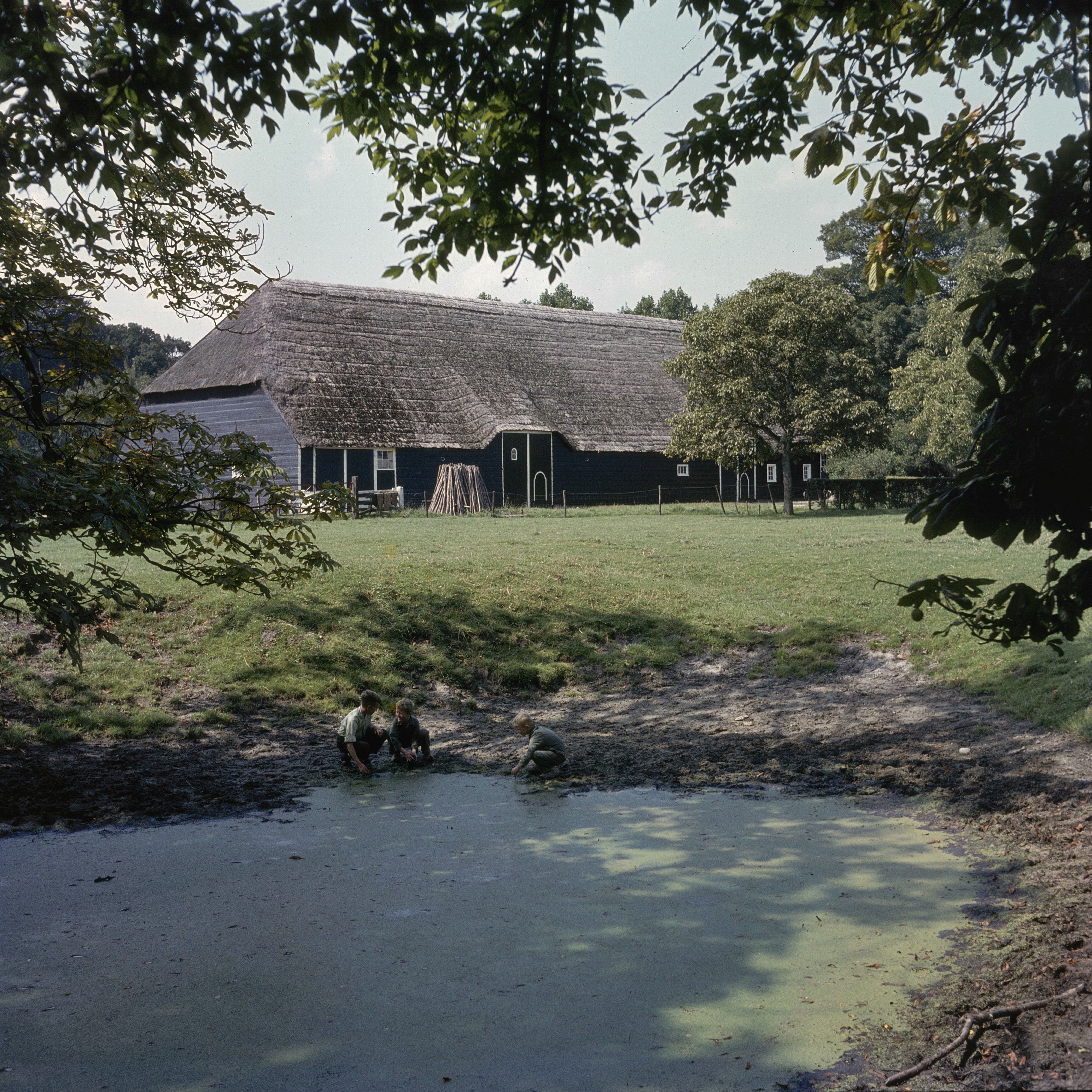
Ферма в Гейнкенсзанді
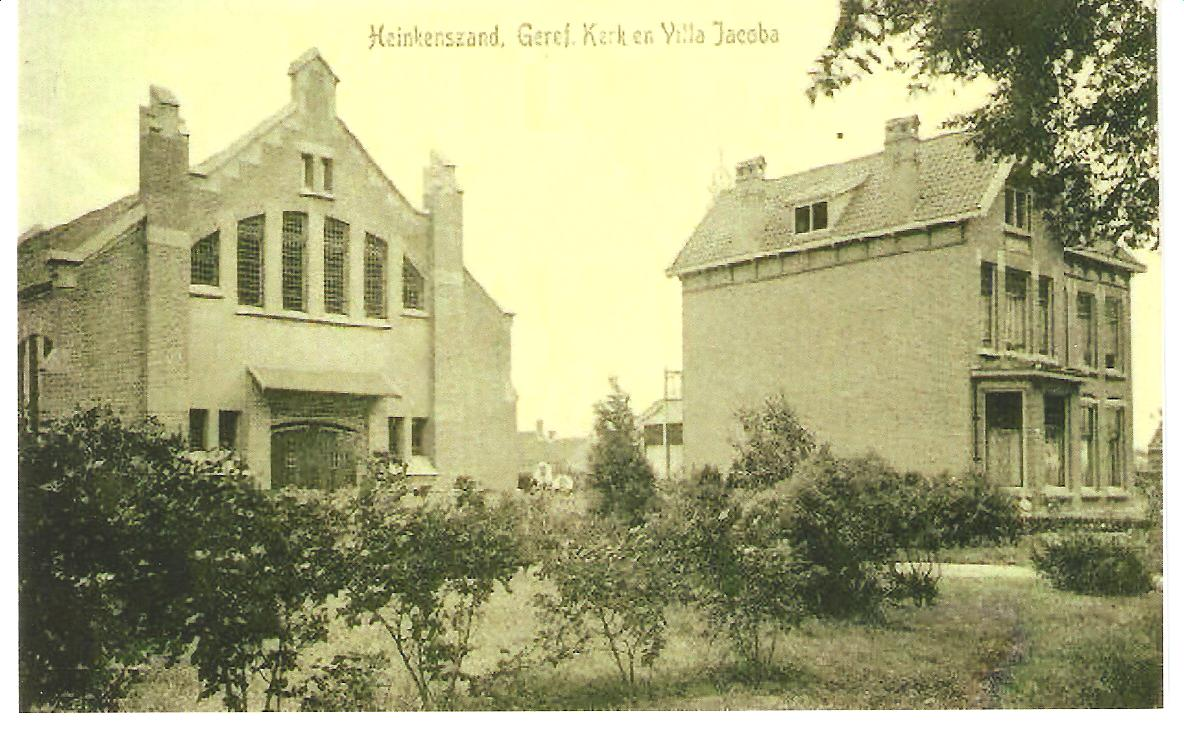
Реформістська церква (1910-ті)